# Бен-Хорин, Шалом
Шалом Бен-Хорин (ивр. שלום בן-חורין‎; имя при рождении Фриц Розенталь, нем. Fritz Rosenthal; 20 июля 1913, Мюнхен, королевство Бавария — 7 мая 1999, Иерусалим, Израиль) — писатель, журналист, теолог, внёсший вклад в создание диалога и развитие иудейско-христианских отношений.

## Биография
Родился 20 июля 1913 года в Мюнхене. Шалом Бен-Хорин окончил школу в 1931 году.
Поступил в Мюнхенский университет Людвига-Максимилиана, где до 1934 года изучал германистику и теологию. В 1935 году Бен-Хорин репатриировался в Палестину, где проработал журналистом до 1970 года. Организовал первую реформистскую общину в Иерусалиме в 1958 году, а также участвовал в создании комитета «Евреи и христиане» в протестантской церкви Германии три года спустя.
С 1970 по 1987 год преподавал в университетах Иерусалима, Тюбингена и Мюнхена. Альма-матер наградила Бен-Хорина почётным профессорским титулом. Кроме того, Бен-Хорин являлся одним из основателей союза немецкоязычных писателей Израиля.
Умер 7 мая 1999 года в Иерусалиме.

## Награды
- 1959 — Премия Лео Бека[нем.].
- 1961 — Орден «За заслуги перед Федеративной Республикой Германия» (Офицерский крест).
- 1975 — Премия доктора Леопольда Лукаса[нем.].
- 1982 — Медаль Бубера—Розенцвейга.
- 1983 — Орден «За заслуги перед Федеративной Республикой Германия» (Командорский крест).
- 1986 — Баварский орден «За заслуги».
- 1993 — Орден «За заслуги перед Федеративной Республикой Германия» (Большой офицерский крест).